# Mina Audemars
Mina Audemars (Ginebra, 17 de enero de 1883-Ginebra, 11 de marzo de 1971) fue una institutriz y pedagoga suiza reconocida por su enfoque pedagógico innovador, así como por la creación de juegos educativos para estimular las facultades del niño a través del descubrimiento.

## Vida personal y profesional
Era hija de Amélie Meylan y del relojero Adrien Audemars. Estudió pedagogía en la Escuela superior de señoritas y se perfeccionó en los métodos froebelianos y Montessori en Londres y Ginebra. En 1908 empezó a trabajar como institutriz en una escuela pública de Malagnou.
Era colaboradora de Édouard Claparède (1873-1940), un neurólogo, pedagogo y psicólogo infantil suizo que se especializó en psicología infantil, enseñanza y memoria, propiciaba una educación activa de los niños y apostaba a que el juego permitía el desarrollo de la personalidad, animando a los profesores a que observaran a sus alumnos y a partir de ahí empezar a construir las clases. Claparède sostenía que la escuela debe tener una organización flexible para irse adaptando a las nuevas circunstancias, sin horarios ni programas, los educadores deben observar atentamente a los niños para descubrir sus posibilidades de crecimiento; la institución procuraba el autogobierno, que los niños fueran descubriendo con su relación con el medio social una disciplina interior y solamente si no lo lograba intervenía el educador para orientarlo; la filosofía de esta concepción se resumía en la frase “permitir que el niño recorra su camino”. Claparède fundó en 1912 el Instituto Jean-Jacques Rousseau y convocó a Audemars para que en el mismo organizaran la Casa de los Niños, inspirada en la Casa dei Bambini de Maria Montessori y en el otoño de 1914 Audemars fue nombrada directora de la misma y permaneció en el cargo hasta 1945 aplicando las ideas pedagógicas  de Fröbel. A partir de 1915 en que la Casa de los Niños se amplió para recibir más alumnos, se le unió en esa tarea la institutriz Louise Lafendel (1872-1971).
En la Casa de los Niños Audemars inició la aplicación de su método de 66 bloques para la enseñanza de las matemáticas a los niños mediante el juego, que más adelante aplicó Laurent Pauli en Neuchâtel. Al mismo tiempo Audemars enseñaba en el Instituto de las Ciencias de la Educación, cuyo principal objetivo es la educación infantil. Su idea de la educación es que:

El niño debe ver, tocar, reflexionar y luego reproducir con naturalidad"

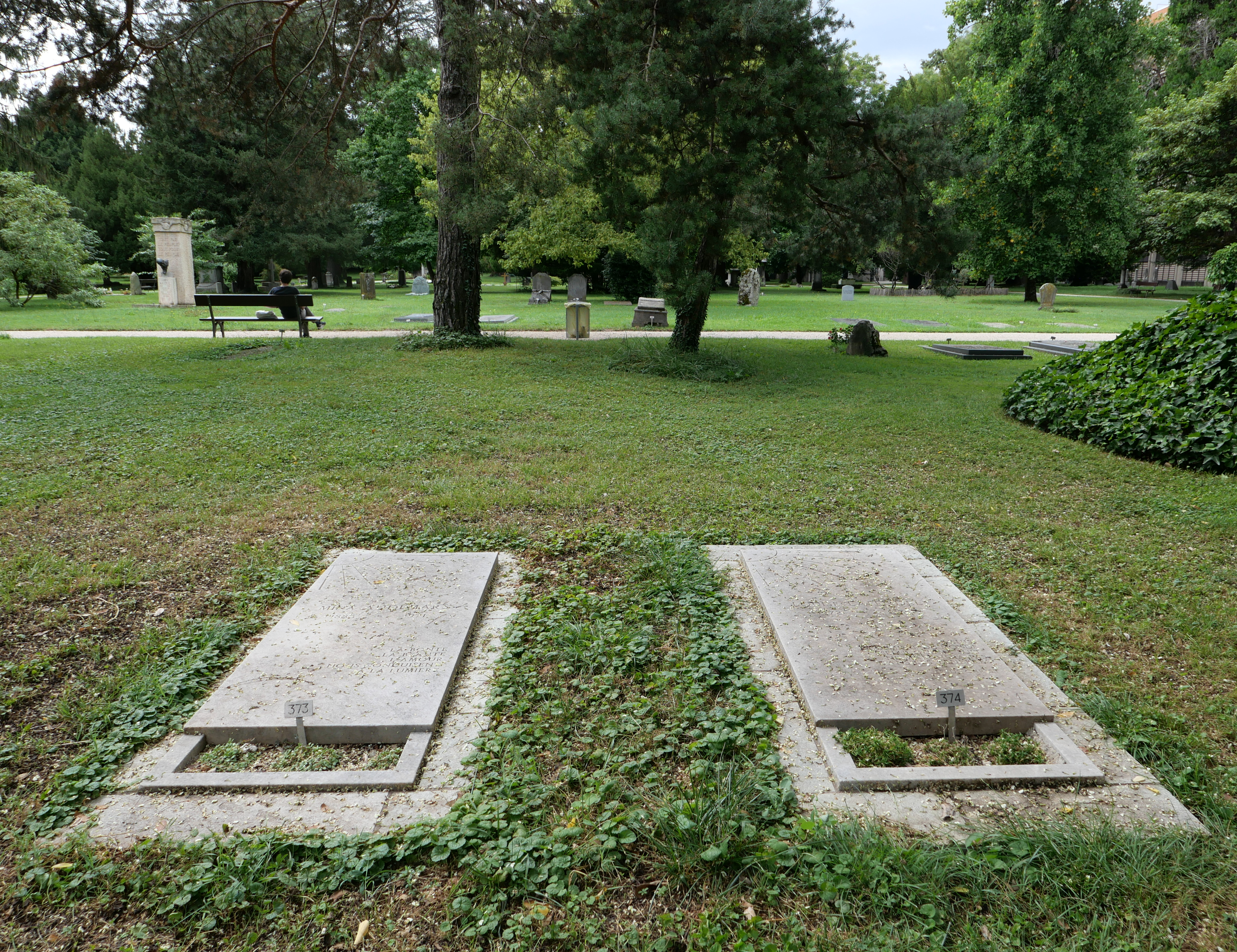
La tumba de Audemars (izquierda) junto a la de su amigo Lafendel.

Gracias a Mina Audemars y la Maison des Petits, la escuela de Ginebra fue una fuente de influencia para la innovación en la educación infantil más allá de las fronteras suizas. La conducción de la Casa pasó en 1945 a Germaine Duparc, una joven doctora en biología, que además de tener su diploma de maestra infantil había completado su formación pedagógica trabajando un año al lado de quienes iba a reemplazar y que continuó en el cargo hasta 1978.
Audemars fue enterrado en el Cimetière des Rois, considerado el Panteón de Ginebra porque allí los entierros están reservados a personalidades destacadas. Junto a ella fue enterrada su colega y buena amiga de mucho tiempo Louise Lafendel, que murió apenas tres días después.

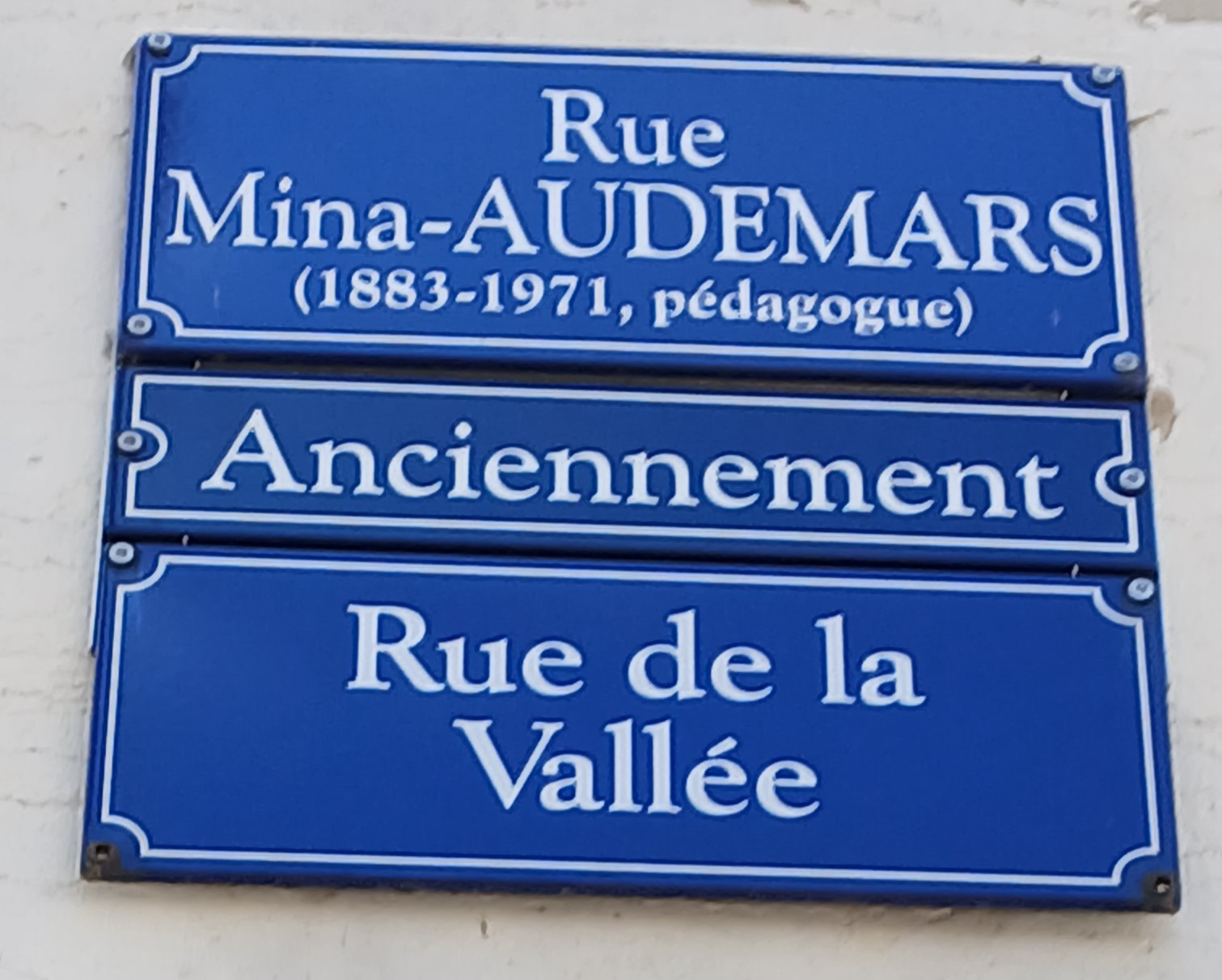
Signo de la calle Rue Mina-Audemars.

Como parte del proyecto feminista 100Elles*, en 2020, a petición de la ciudad de Ginebra, el Consejo de Estado de Ginebra aprobó el cambio de nombre de la Rue de la Vallée en el casco antiguo a Rue Mina-Audemars en memoria de Audemars.

## Obras
Además de los artículos que escribía regularmente en las revistas Intermédiaire des éducateurs y L’Éducateur Audermars escribió dos libros:
- La Maison des petits à l'Institut J.-J. Rousseau.[13] Fue escrito en 1956 en colaboración con Louise Lafendel y trata sobre las tareas de la educación, la psicología del niño y el adolescente y los métodos pedagógicos activos (cooperación escolar, clases verdes, método de Célestin Freinet)[16]
- Le dessin pour les petits. Escrito en 1923.[1]

## Juegos
Audemars ideó juegos educativos basados en las enseñanzas de Friedrich Fröbel, Édouard Claparède, Ovide Decroly y su Método Decroly y en el Método Montessori para facilitar el aprendizaje de sus alumnos:
- Fabrication de jeux éducatifs et de matériel d'enseignement.[17]
- Le jeu des surfaces : couleurs, formes, grandeurs.[18]